# Elecciones estatales del Estado de México de 2006
Las elecciones estatales del Estado de México de 2006 se llevaron a cabo el domingo 12 de marzo de 2006, y en ellas se renovaron los siguientes cargos de elección popular en el Estado de México:
- 125 ayuntamientos. Compuestos por un Presidente Municipal y regidores, electos para un periodo de tres años no reelegibles para el periodo inmediato.
- 75 diputados del Congreso del Estado. 45 electos por mayoría relativa en cada uno de los Distrito Electorales y 30 por el principio de Representación proporcional.

En el proceso electoral participan los ocho partidos políticos nacionales más uno con registro estatal, el Partido Unidos por México (PUM)

## Resultados Federales: Presidente
|  | 31.07 % |

|  | 18.12 % |

|  | 43.31 % |

|  | 1.08 % |

|  | 3.79 % |

|  | 0.84 % |

|  | 1.79 % |

|  | 100.00 % |

### Ayuntamientos

#### Por partido político
|  | Partido Acción Nacional              | 28 |
|  | Alianza por México (PRI-PVEM)        | 53 |
|  | Partido de la Revolución Democrática | 23 |
|  | Partido del Trabajo                  | 2  |
|  | Convergencia                         | 3  |
|  | Alianza PRD-PT                       | 9  |
|  | Alianza PRD-PT-Convergencia          | 2  |
|  | Alianza PRD-Convergencia             | 2  |
|  | Alianza PT-Convergencia              | 1  |

#### Ecatepec de Morelos
|  | 20.42 % |

|  | 33.10 % |

|  | 38.31 % |

|  | 1.04 % |

|  | 0.32 % |

|  | 2.42 % |

|  | 100.00 % |

#### Nezahualcóyotl
|  | 13.34 % |

|  | 24.98 % |

|  | 56.34 % |

|  | 0.97 % |

|  | 1.38 % |

|  | 0.15 % |

|  | 2.84 % |

|  | 100.00 % |

#### Naucalpan de Juárez
|  | 39.33 % |

|  | 31.81 % |

|  | 24.96 % |

|  | 0.11 % |

|  | 2.63 % |

|  | 100.00 % |

#### Toluca
|  | 52.45 % |

|  | 35.11 % |

|  | 7.58 % |

|  | 2.17 % |

|  | 0.12 % |

|  | 2.57 % |

|  | 100.00 % |

#### Metepec
- Óscar González Yáñez  Hecho

#### Tlalnepantla de Baz
|  | 40.32 % |

|  | 26.55 % |

|  | 28.26 % |

|  | 0.57 % |

|  | 0.79 % |

|  | 0.12 % |

|  | 2.17 % |

|  | 100.00 % |

#### Chimalhuacán
|  | 9.82 % |

|  | 44.11 % |

|  | 38.41 % |

|  | 0.86 % |

|  | 2.35 % |

|  | 0.17 % |

|  | 3.30 % |

|  | 100.00 % |

#### Cuautitlán Izcalli
|  | 42.38 % |

|  | 32.29 % |

|  | 16.66 % |

|  | 2.84 % |

|  | 0.95 % |

|  | 0.10 % |

|  | 2.27 % |

|  | 100.00 % |

#### Tultitlán
|  | 14.91 % |

|  | 34.04 % |

|  | 46.79 % |

|  | 1.26 % |

|  | 0.29 % |

|  | 2.72 % |

|  | 100.00 % |

#### Atizapán de Zaragoza
|  | 49.43 % |

|  | 24.72 % |

|  | 23.54 % |

|  | 0.13 % |

|  | 2.17 % |

|  | 100.00 % |

#### Ixtapaluca
|  | 6.52 % |

|  | 36.43 % |

|  | 50.37 % |

|  | 3.06 % |

|  | 0.11 % |

|  | 3.50 % |

|  | 100.00 % |

### Diputados de mayoría por partido político
|  | Partido/Alianza                          | Resultados en 2003 | Resultados en 2006 |
|  | ---------------------------------------- | ------------------ | ------------------ |
|  | Partido Acción Nacional                  | 11                 | 9                  |
|  | Alianza por México (PRI, PVEM)*          | 24                 | 19                 |
|  | Partido Revolucionario Institucional*    |                    |                    |
|  | Coalición Por el Bien de Todos (PRD, PT) | 10                 | 17                 |
|  | Partido Verde Ecologista de México*      |                    |                    |
|  | Convergencia                             |                    |                    |

* El PRI y el PVEM participaron como "Alianza por México" en 38 Distrito Electorales, y de manera independiente en los restantes 7.